# Équipe du Canada de hockey sur glace au Championnat du monde 2011
L'Équipe Canada est classée au deuxième rang au classement mondial de hockey sur glace de la Fédération internationale de hockey sur glace avant d'entreprendre la saison 2011 des tournois internationaux.

## Contexte
Le championnat du monde 2011 est disputé entre le 29 avril 2011 et le 15 mai 2011 dans les villes de Bratislava et de Košice en Slovaquie. Il s'agit de la 75e édition du tournoi.

## Alignement

### Joueurs
| Numéro | Nom                  | Position  | Date de naissance | Équipe                    | PJ | B | A | Pts | Pun | Participation |
| ------ | -------------------- | --------- | ----------------- | ------------------------- | -- | - | - | --- | --- | ------------- |
| 2      | Schenn, Luke         | Défenseur | 2 novembre 1989   | Maple Leafs de Toronto    | 7  | 0 | 1 | 1   | 0   | 2e            |
| 3      | Phaneuf, Dion        | Défenseur | 27 janvier 1983   | Maple Leafs de Toronto    | 7  | 0 | 3 | 3   | 8   | 2e            |
| 7      | Scalzo, Mario        | Défenseur | 11 novembre 1984  | Adler Mannheim            | 3  | 0 | 2 | 2   | 0   | 1re           |
| 8      | Burns, Brent         | Défenseur | 9 mars 1985       | Wild du Minnesota         | 7  | 2 | 2 | 4   | 8   | 3e            |
| 9      | Kane, Evander        | Attaquant | 2 août 1991       | Thrashers d'Atlanta       | 7  | 0 | 2 | 2   | 4   | 2e            |
| 14     | Eberle, Jordan       | Attaquant | 15 mai 1990       | Oilers d'Edmonton         | 7  | 4 | 0 | 4   | 2   | 2e            |
| 15     | Zajac, Travis        | Attaquant | 13 mai 1985       | Devils du New Jersey      | 7  | 1 | 2 | 3   | 2   | 2e            |
| 16     | Ladd, Andrew         | Attaquant | 12 décembre 1985  | Thrashers d'Atlanta       | 7  | 0 | 0 | 0   | 2   | 1re           |
| 17     | Gragnani, Marc-André | Défenseur | 11 mars 1987      | Sabres de Buffalo         | 6  | 1 | 1 | 2   | 2   | 1re           |
| 18     | Neal, James          | Attaquant | 3 septembre 1987  | Penguins de Pittsburgh    | 6  | 2 | 3 | 5   | 10  | 2e            |
| 19     | Spezza, Jason        | Attaquant | 13 juin 1983      | Sénateurs d'Ottawa        | 7  | 4 | 3 | 7   | 4   | 3e            |
| 20     | Tavares, John        | Attaquant | 20 septembre 1990 | Islanders de New York     | 7  | 5 | 4 | 9   | 12  | 2e            |
| 22     | Clutterbuck, Cal     | Attaquant | 18 novembre 1987  | Wild du Minnesota         | 7  | 0 | 1 | 1   | 4   | 1re           |
| 25     | Stewart, Chris       | Attaquant | 30 octobre 1987   | Blues de Saint-Louis      | 7  | 2 | 2 | 4   | 0   | 1re           |
| 27     | Pietrangelo, Alex    | Défenseur | 18 janvier 1990   | Blues de Saint-Louis      | 7  | 2 | 3 | 5   | 2   | 1re           |
| 28     | Colaiacovo, Carlo    | Défenseur | 27 janvier 1983   | Blues de Saint-Louis      | 5  | 0 | 0 | 0   | 0   | 1re           |
| 33     | Methot, Marc         | Défenseur | 21 juin 1985      | Blue Jackets de Columbus  | 7  | 0 | 0 | 0   | 2   | 1re           |
| 50     | Vermette, Antoine    | Attaquant | 20 juillet 1982   | Blue Jackets de Columbus  | 4  | 0 | 0 | 0   | 0   | 1re           |
| 53     | Skinner, Jeff        | Attaquant | 16 mai 1992       | Hurricanes de la Caroline | 7  | 3 | 3 | 6   | 8   | 1re           |
| 61     | Nash, Rick           | Attaquant | 16 juin 1984      | Blue Jackets de Columbus  | 7  | 2 | 3 | 5   | 2   | 4e            |
| 92     | Duchene, Matt        | Attaquant | 16 janvier 1991   | Avalanche du Colorado     | 7  | 0 | 0 | 0   | 2   | 2e            |

### Gardiens de but
| Numéro | Nom               | Date de naissance | Équipe                 | PJ | V | D | Min | BC | Moy  | Bl | A | Pts | Pun | Participation |
| ------ | ----------------- | ----------------- | ---------------------- | -- | - | - | --- | -- | ---- | -- | - | --- | --- | ------------- |
| 34     | Reimer, James     | 15 mars 1988      | Maple Leafs de Toronto | 4  | 4 | 0 | 235 | 8  | 2,04 | 0  | 0 | 0   | 0   | 1re           |
| 40     | Dubnyk, Devan     | 4 mai 1986        | Oilers d'Edmonton      | 1  | 0 | 0 | 14  | 0  | 0,00 | 0  | 0 | 0   | 0   | 2e            |
| 45     | Bernier, Jonathan | 7 août 1988       | Kings de Los Angeles   | 3  | 2 | 1 | 179 | 6  | 2,01 | 0  | 0 | 0   | 0   | 1re           |

### Entraîneurs
| Poste                | Nom            | Date de naissance | Équipe                   |
| -------------------- | -------------- | ----------------- | ------------------------ |
| Entraîneur-chef      | Hitchcock, Ken | 17 décembre 1951  | Hockey Canada            |
| Assistant entraîneur | Arniel, Scott  | 17 septembre 1962 | Blue Jackets de Columbus |
| Assistant entraîneur | DeBoer, Peter  | 13 juin 1968      | Panthers de la Floride   |

## Résultats
- Classement final au terme du tournoi[2] : 5e position